# Affrontements de 2022 entre le Kirghizistan et le Tadjikistan
Conflits post-soviétiques
Des affrontements ont eu lieu entre le Kirghizistan et le Tadjikistan entre le 14 et le 20 septembre 2022. Les combats font suite à une série d'affrontements en 2021 opposant les deux pays.

## Contexte
Le 27 janvier 2022, des affrontements se sont soldés par la mort de deux civils et plusieurs blessés. Le Comité d'État pour la sécurité nationale du Tadjikistan a déclaré dans un communiqué qu'il y avait eu dix blessés supplémentaires de leur côté de la frontière, six d'entre eux étaient des militaires tandis que les quatre autres étaient des civils. De l'autre côté, le ministère de la Santé du Kirghizistan a déclaré qu'au moins onze de ses citoyens étaient soignés pour des blessures modérément graves. Les autorités kirghizes ont déclaré que le blocage d'une route entre le galop provincial de Batken et le village kirghize d'Isfana par des citoyens tadjiks était la cause des affrontements.
Le 10 mars, un incident armé entre des gardes-frontières à la frontière entre le Kirghizistan et le Tadjikistan, dans la région de Teskey, dans le district de Batken, a causé la mort d'un garde-frontière tadjik. À la suite de l'incident, des responsables de la région de Batken au Kirghizistan et de la région de Sughd au Tadjikistan se sont entretenus,.
Selon des sources tadjikes, un affrontement frontalier s'est produit le 3 juin après que des soldats kirghizes ont traversé la frontière près de Voroukh. Deux semaines plus tard, le 14 juin, un garde-frontière tadjik a été tué et trois autres blessés lors d'un affrontement avec les troupes frontalières kirghizes.

## Déroulement
Le 14 septembre 2022, un garde-frontière tadjik a été tué et deux autres blessés lors d'affrontements avec des gardes kirghizes qui accusaient le Tadjikistan de prendre position dans une zone délimitée. Plus tard le même jour, deux gardes-frontières auraient été tués et onze autres blessés, dont cinq civils.
Le conflit s'est intensifié le 16 septembre 2022. L'utilisation de véhicules blindés a été signalée, ainsi que le bombardement de l'aéroport de la ville de Batken (en), au Kirghizistan. Le Tadjikistan a accusé le Kirghizistan d'avoir bombardé un avant-poste et sept villages frontaliers à l'arme lourde. Les forces tadjikes sont également entrées dans un village frontalier kirghize. Au moins trente-et-un blessés ont été signalés par le Kirghizistan, tandis qu'un civil a été tué et trois autres ont été blessés selon les forces tadjikes à Isfara. Après plusieurs tentatives, un cessez-le-feu a été conclu. Cependant, il a été brisé trois heures plus tard et le Kirghizistan a annoncé que vingt-quatre personnes étaient mortes et 87 autres blessées. Le parlement kirghize a tenu une réunion d'urgence en raison de la situation. Au moins 136 000 personnes ont été évacuées de la zone de conflit par le Kirghizistan.
Les combats ont repris le 17 septembre et le Kirghizistan a déclaré l'état d'urgence dans la région de Batken.
Le 20 septembre 2022, le Tadjikistan et le Kirghizistan ont signé un accord de paix.